# マーガレット・オズボーン・デュポン

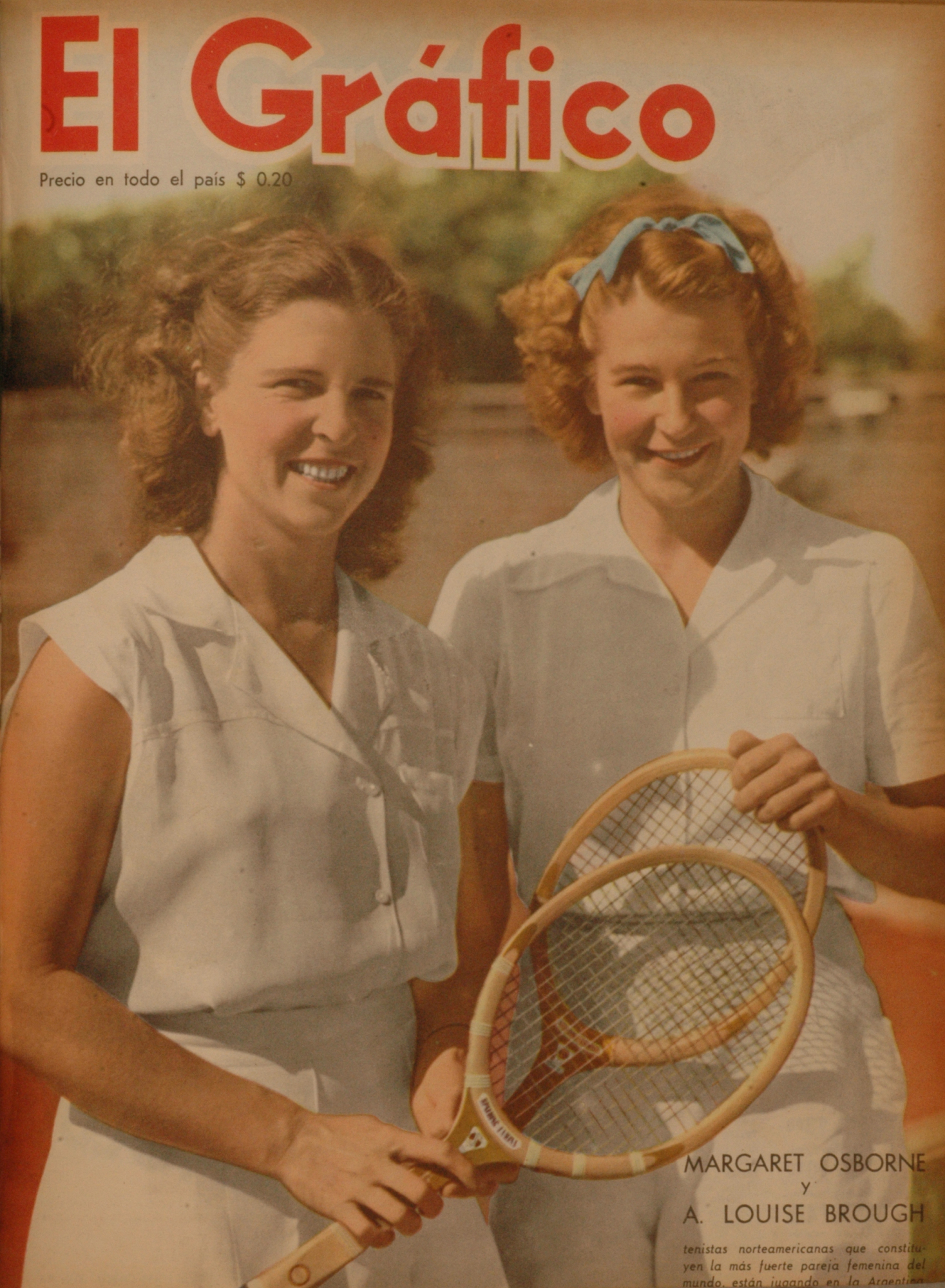
マーガレット・オズボーン・デュポン

マーガレット・オズボーン・デュポン（Margaret Osborne duPont, 1918年3月4日 - 2012年10月24日）は、アメリカ・オレゴン州ジョセフ出身の女子テニス選手。1940年代から1950年代にかけて活躍し、4大大会で生涯通算「37勝」（女子シングルス6勝、女子ダブルス21勝、混合ダブルス10勝）を記録した。彼女は全豪選手権には1度も出場せず、全仏選手権、ウィンブルドン選手権、全米選手権の3大会ですべての優勝記録を築いた。フルネームは Margaret Evelyn Osborne duPont （マーガレット・イブリン・オズボーン・デュポン）という。旧姓「マーガレット・オズボーン」の名前であったが、選手時代の1947年にウィリアム・デュポン・ジュニア（William duPont Jr.）と結婚した。

## 来歴
マーガレット・オズボーンの優勝記録は、まだ第2次世界大戦の戦時中であった1941年の全米選手権女子ダブルス優勝から始まる。最初の時は6歳年上のサラ・ポールフリー（1912年 - 1996年）と組んだが、翌1942年の全米選手権から5歳年下のルイーズ・ブラフと組むようになった。オズボーンとブラフの組は、1942年から1950年まで全米選手権の女子ダブルスに「9連覇」を達成した。オズボーンの4大大会女子ダブルス優勝は、ポールフリーと組んだ1941年全米選手権以外はすべてブラフとのペアで獲得したものである。2人のペアが獲得した4大大会女子ダブルス総計「20勝」（全仏選手権3勝、ウィンブルドン選手権5勝、全米選手権12勝）は、マルチナ・ナブラチロワ＆パム・シュライバー組と並ぶ女子テニス界歴代1位タイ記録となった。初期のオズボーンは、全米選手権の混合ダブルスでもビル・タルバート（1918年 - 1999年）とペアを組み、1943年から1946年まで4連覇を達成している。
第2次世界大戦の戦時中は、全米選手権以外の4大大会は開催中止を余儀なくされていたが、終戦後の1946年からすべての4大大会が再開された。オズボーンは終戦後の1946年に全仏選手権で女子シングルス初優勝を果たし、決勝戦で同じアメリカのポーリーン・ベッツを 1-6, 8-6, 7-5 の逆転で破った。この年はウィンブルドン選手権の女子ダブルスで、ルイーズ・ブラフとのペアで初優勝がある。1947年のウィンブルドン選手権で、オズボーンは決勝でドリス・ハートを 6-2, 6-4 で破って初優勝を飾り、女子テニス界の頂点に立った。この年にウィリアム・デュポン・ジュニアと結婚し、2つの姓を併用して「マーガレット・オズボーン・デュポン」と名乗るようになる。ウィンブルドンでは1949年と1950年にも決勝進出があるが、後の2回はどちらもダブルス・パートナーのブラフに敗れた。1948年から1950年まで、オズボーン・デュポンは全米選手権の女子シングルスで3連覇を達成したが、最初の1948年はブラフに勝ち、1949年と1950年はドリス・ハートの挑戦を退けた。その後、デュポン夫妻は息子を授かり、マーガレットはしばらく女子テニス界から遠ざかることになったため、ブラフとオズボーンによる全米選手権女子ダブルスの連覇記録は1950年までの「9連覇」で止まった。
出産からの復帰後、オズボーン・デュポンは4大大会のシングルス優勝とは無縁になったが、ダブルスではブラフとのペアで復活を果たした。1955年から1957年まで、ブラフとオズボーン・デュポンは再び全米選手権の女子ダブルスで3連覇を達成する。40歳代を迎えても、オズボーン・デュポンは傑出したダブルス・プレーヤーであった。キャリア後期の彼女は、混合ダブルスで10歳以上も若いオーストラリアの男子選手と組み、1956年全米選手権ではケン・ローズウォールと組んで勝ち、1958年から1960年までニール・フレーザーとのペアで全米混合3連覇を果たしている。彼女の最後を飾る勝利は、1962年ウィンブルドン選手権の混合ダブルス優勝で、この時もフレーザーと組んだ。女子シングルス優勝から15年後、そしてブラフとのペアで最後のウィンブルドン女子ダブルスを制した1954年から8年後、44歳の彼女は最後の栄冠をウィンブルドンで獲得した。テニス経歴を通じて総計「37」のグランドスラム・タイトルを獲得したマーガレット・オズボーン・デュポンは、その経歴の長さでも女子テニスの歴史に名前を刻んだ。最後の優勝から5年後、オズボーン・デュポンは1967年に国際テニス殿堂入りを果たしている。
2012年10月24日、テキサス州エルパソのホスピスで死去。94歳没。

## 4大大会優勝
- 全仏選手権　女子シングルス：2勝（1946年・1949年）／女子ダブルス：3勝（1946年＆1947年・1949年）　［総計5勝］
- ウィンブルドン選手権　女子シングルス：1勝（1947年）／女子ダブルス：5勝（1946年・1948年-1950年・1954年）／混合ダブルス：1勝（1962年）　［総計7勝］
- 全米選手権：3部門総計で25勝
  - 女子シングルス：3勝（1948年-1950年）　［大会3連覇］
  - 女子ダブルス：13勝（1941年-1950年・1955年-1957年）　［大会10連覇＋3連覇］
  - 混合ダブルス：9勝（1943年-1946年・1950年・1956年・1958年-1960年）